# Iya
Iya（阿美語），是台灣阿美族馬太鞍部落神話中的土地神。

## 身世
Iya是神族系譜中的第四代神祇，她的母親是Lagalau、父親是Tslum，祖父母則是Arayang和Mahalengo:109。根據傳說，Iya長期居住在地底，而Lopalangau則命令Mararainan 、Maliplip、以及Matalelel和Alutsiap死後前往地底，在春秋兩季時從下方搖動她，造成地震:113。